# Sonja Korkeala

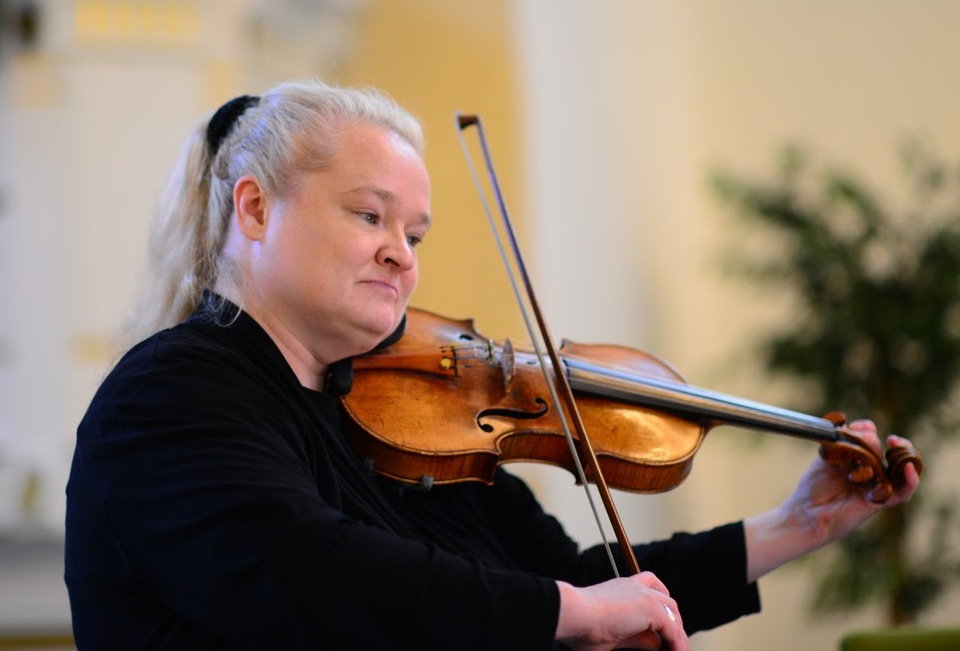
Sonja Korkeala (2015)

Sonja Korkeala (* 1969 in Oulu) ist eine finnische Violinistin und Professorin an der Hochschule für Musik und Theater München.

## Leben
Sonja Korkeala studierte an der Sibelius-Akademie in Helsinki bei Ari Angervo und Tuomas Haapanen, an der Franz-Liszt-Musikakademie in Budapest bei Mária Vermes und an der Hochschule für Musik und Theater in München bei Ana Chumachenco, wo sie ihr Studium 1995 mit dem Abschluss der Meisterklasse beendete. Von 1993 bis 2003 arbeitete sie zunächst als Assistentin von Ana Chumachenco und unterrichtete seit 2001 als Lehrbeauftragte eine eigene Klasse.
2011 erhielt Sonja Korkeala eine Professur für Violine an der Hochschule für Musik und Theater München.
Seit 1993 spielt sie als Primaria im Münchner Rodin-Quartett, das seit 1997 in einer eigenen Konzertreihe im Max-Joseph-Saal der Münchner Residenz auftritt und zahlreiche CDs beim Label Amati aufgenommen hat. Sonja Korkeala ist ständiger Gast bei verschiedenen Festivals. Sie gewann mehrere Preise bei finnischen und internationalen Wettbewerben, unter anderem 1984 in Prag mit ihrer Zwillingsschwester Katinka, 1985 in Kuopio (Finnland), 1988 in Gorizia (Italien) und 1991 bei der Konzertgesellschaft München.
Seit 2007 ist sie zusammen mit ihrer Schwester Katinka Künstlerische Leiterin der Kimito-Musikfestspiele in Finnland.

## Aufnahmen
- Ludwig van Beethoven: Streichquartett f-Moll op. 95 / Streichquartett a-Moll op. 132. Mit: Rodin-Quartett
- Johannes Brahms: Streichquartett c-Moll op. 51/1 / Streichquartett a-Moll op. 51/2. Mit: Rodin-Quartett
- Klarinettenquintette der Romantik. Andreas Romberg: Klarinettenquintett Es-Dur op. 57 / Anton Reicha, Klarinettenquintett B-Dur op. 89 / Louis Spohr, Fantasie und Variationen op. 81. Mit: Eduard Brunner, Klarinette und Rodin-Quartett
- Franz Lachner: Streichquartette Vol. 1-3 (3 CDs). Mit: Rodin-Quartett, Ersteinspielung
- Ignaz Lachner: Streichquartette Vol. 1-4 (4 CDs). Mit: Rodin-Quartett, Ersteinspielung
- Vinzenz Lachner: Streichquartett Es-Dur op. 27 / Streichquartett d-Moll op. 36. Mit: Rodin-Quartett, Ersteinspielung
- Felix Mendelssohn Bartholdy: Streichquartett a-Moll op. 13 / Streichquartett f-Moll op. 80. Mit: Rodin-Quartett
- Carl Orff: Schulwerk Vol. 2. Musik für Kinder. Mit: Carolin Widmann u. a.
- Franz Schubert: Streichquartett G-Dur D 887 op. posth. 161 / Quartettsatz c-Moll D 703. Mit: Rodin-Quartett
- Steingartenstille. Wilfried Hiller, Antje Uhle, u. a.: Vertonungen von Haiku-Dichtungen von Günther Klinge

## Uraufführungen (Auswahl)
- Jörg Duda, Lacrimae lucis op. 22 für Violine und großes Orchester (für Sonja Korkeala). Ausführende: Sonja Korkeala (Violine), Münchner Symphoniker, Wolfgang Lischke.
- Alexander Muno, Noctes Pompeianae – 1. Streichquartett. UA: August 1998, Bayreuth. Ausführende: Rodin-Quartett.
- Tobias PM Schneid, Sacred Landscapes, Ritual fragment for 2 Violins, Viola and 2 Celli. Auftragswerk des Rodin-Quartetts und Siegfried Palms. UA: 2001.
- Kalevi Aho, Streichquintett Hommage à Schubert. Kimito Island Music Festival, UA: 7. Juli 2009, Dragsfjärd. Ausführende: Katinka Korkeala, Sonja Korkeala (Violine), Ulla Soinne (Viola), Marko Ylönen, Katja Kolehmainen (Violoncello).
- Konstantia Gourzi, Vibrato (2009/10) op. 38 für Streichquartett plus Klavier. Europäische Wochen Passau, UA 19. Juni 2010. Ausführende: Rodin-Quartett, Siegfried Mauser (Klavier).
- Jouni Kaipainen, Var det Edith? Für Sopran, Streichquintett, Klavier op. 95. Kimito Island Music Festival, UA: 17. Juli 2011, Kimito/Kemiö. Ausführende: Helena Juntunen (Sopran), Rodin-Quartett, Ulrich Wolff (Kontrabass), Eveliina Kytömäki (Klavier).
- Aulis Sallinen, Streichquartett Nr. 6 op. 103. Kimito Island Music Festival, UA: 8. Juli 2014, Kimito/Kemiö. Ausführende: Sonja Korkeala, Katinka Korkeala (Violine), Hariolf Schlichtig (Viola), Samuli Peltonen (Cello).
- David Sontòn Caflisch, Klarinettenquintett (Eduard Brunner gewidmet).  Domleschger Sommerkonzerte,  UA: 27. Juli 2014, Paspels. Ausführende: Eduard Brunner (Klarinette), Sonja Korkeala, Kristina Altunjan (Violine), Taia Lysy (Viola), Jan-Hendrik Rübel (Violoncello).[2]
- Alexander Muno, im solaren Restaurant, zergehend für Violine, Violoncello und Klavier. UA: 31. Mai 2016, Bayerische Akademie der Schönen Künste München. Ausführende: Sonja Korkeala (Violine), Clemens Weigel (Violoncello), Markus Bellheim (Klavier).[3]
- Francesco Fournier Facio, Um café com os poetas für Streichquartett und Oboe. UA: 15. November 2016, Bayerische Akademie der Schönen Künste München. Ausführende: Rodin-Quartett / Heike Steinbrecher (Oboe).[4]